# Плехтіївка
Пле́хтіївка — село в Україні, у Ріпкинській селищній громаді Чернігівського району Чернігівської області. Населення становить 2 особи. До 2020 орган місцевого самоврядування — Задеріївська сільська рада.

## Історія
У 2017 році була пожежа, під час якої згоріли більшість хат.
12 червня 2020 року, відповідно до розпорядження Кабінету Міністрів України № 730-р «Про визначення адміністративних центрів та затвердження територій територіальних громад Чернігівської області», увійшло до складу Ріпкинської селищної громади.
19 липня 2020 року, в результаті адміністративно - територіальної реформи та ліквідації Ріпкинського району, село увійшло до складу Чернігівського району Чернігівської області.

## Населення
За переписом 2001 року в селі проживало 6 осіб.
Станом на 2019 рік в селі лишилося 2 жителя Олена та Володимир Бондарі.

### Мова
Розподіл населення за рідною мовою за даними перепису 2001 року:
| Мова       | Кількість | Відсоток |
| ---------- | --------- | -------- |
| українська | 6         | 100%     |

## Вулиці
У селі єдина вулиця — Транспортна із єдиною хатою під номером 27.